# شهرک صنعتی آونگان
شهرک صنعتی آونگان یک روستا از توابع دهستان یالغوزآغاج در بخش سریش‌آباد در شهرستان قروه استان کردستان ایران است. این روستا بر اساس سرشماری سال ۱۳۸۵، ۴ خانوار و ۱۱ نفر جمعیت داشته است.